# Рахмат Софиади
Рахмат Сукра Софиади е български състезател по свободна борба.

## Биография
Рахмат Сукра-Рашо е роден на 15 ноември 1965 година в София, но детските му години минават в Русе.
Майка му е българка, а баща му – индонезиец.
Рахмат има множество постижения като
- Световен шампион от „Токио '90“,
- Бронзов медалист на олимпийските игри „Сеул '88“,
- Бронзов медалист от европейското първенство „Манчестър '88“,
- Световен шампион за младежи през 1985 г.,
- Носител на златния пояс на „Дан Колов“ за 1991 г.
- 1990 Световни първенства, Златен медал, Свободна борба, Мъже
- 1988 Олимпийски игри, Бронзов медал, Свободна борба, Мъже
- 1988 Европейски първенства, Бронзов медал, Свободна борба, Мъже
- 1985 Световни първенства, Златен медал, Свободна борба, Юноши

Роден е на 15 ноември 1965 година в град София. На летните олимпийски игри в Сеул през 1988 печели бронзов медал в категория до 74 кг. На европейското първенство в Манчестър през 1988 година е бронзов медалист. През 1990 година печели златния пояс на Дан Колов.